# Alfred Steux (cyclisme)
Alfred Steux, né à Dottignies le 23 mai 1892 et mort accidentellement le 9 août 1934 à Paris, est un coureur cycliste belge.

## Palmarès

### Palmarès année par année
- 1914
  - 3e de l'Étoile Carolorégienne
- 1919
  - Circuit de Provence :
    - Classement général
    - 1re, 2e et 4e étapes

  - Lyon-Marseille
  - 9e du Tour de France
  - 10e de Paris-Roubaix
- 1920
  - 10e de Paris-Tours
- 1921
  - 10e de Paris-Roubaix

### Résultats sur le Tour de France
3 participations
- 1919 : 9e
- 1920 : abandon (4e étape)
- 1921 : abandon (63e étape)